# Modifizierte Stärke
Modifizierte Stärken sind durch physikalische, enzymatische oder chemische Verfahren gewonnene Stärke-Erzeugnisse, die erhöhten technischen Anforderungen gerecht werden. Die Kornstruktur und andere wesentliche Eigenschaften bleiben nach der Modifikation erhalten. Vom menschlichen Körper werden sie wie die natürliche Stärke verdaut.

## Herstellung
Grundstoff für die Herstellung von modifizierter Stärke ist natürliche oder abgebaute Stärke, die durch polymeranaloge Reaktionen in die jeweiligen Derivate überführt wird. Natürliche Stärke wird in Europa vorwiegend aus Mais, Weizen und Kartoffeln gewonnen. 

### Chemische Modifikation
Die natürliche Stärke wird, je nachdem, welche Eigenschaften verändert werden sollen, verschiedenen chemischen Umwandlungsprozessen unterzogen. Bei einigen modifizierten Stärken werden mehrere Umwandlungsprozesse nacheinander durchgeführt (z. B. acetylierte oxidierte Stärke): 
- Säurebehandelte Stärke durch Reaktion mit Säuren (z. B. mit Salzsäure, Phosphorsäure oder Schwefelsäure)
- Alkalisch modifizierte Stärke durch Reaktion mit Laugen (z. B. mit Natronlauge oder Kalilauge)
- Gebleichte Stärke durch Behandlung mit Peroxyessigsäure, Wasserstoffperoxid, Natriumhypochlorit, Natriumchlorit, Schwefeldioxid, Sulfiten, Kaliumpermanganat oder Ammoniumpersulfat
- Enzymatisch modifizierte Stärke durch Behandlung mit Amylasen
- Oxidierte Stärke durch Oxidation (z. B. mit Natriumhypochlorit)
- Monostärkephosphat durch Veresterung mit phosphorigen Estergruppen (z. B. Phosphorsäure, Natrium- oder Kaliumphosphat, Phosphonsäure oder Pentanatriumtriphosphat)
- Distärkephosphat durch Veresterung mit Natriumtrimetaphosphat oder Phosphoroxychlorid
- Phosphatiertes Distärkephosphat durch Kombination der Verfahren zur Herstellung von Monostärkephosphat und Distärkephosphat
- Stärkeacetat bzw. acetylierte Stärke durch Reaktion mit Essigsäureanhydrid oder Veresterung mit Essigsäure
- Hydroxypropylstärke durch Reaktion mit Propylenoxid.
- Stärkenatriumoctenylsuccinat durch Reaktion von Stärke mit Octenylbernsteinsäureanhydrid[2]

Am häufigsten werden Verbesserungen der Beständigkeit gegen Hitze, Kälte und/oder pH-Veränderungen (Säuren) angestrebt.

### Physikalische Modifikation
Physikalisch modifizierte Stärken sind den nativen Stärken gleichgestellt, weil sie nur thermisch behandelt, d. h. gekocht sind.
Synonyme für diese Stärken sind Instantstärke, kaltquellende Stärke, vorverkleisterte Stärke und Quellstärke.

## Verwendung als Lebensmittelzusatzstoffe
Modifizierte Stärken werden in der Lebensmittelindustrie eingesetzt, da sie gegenüber natürlicher Stärke bessere Hitzestabilität, Säurestabilität, Scherstabilität, sowie ein besseres Gefrier- und Auftauverhalten aufweisen. In der EU und der Schweiz müssen chemisch modifizierte Stärken als Lebensmittelzusatzstoffe deklariert und auf der Zutatenliste mit der entsprechenden E-Nummer angegeben werden: 
- E 1404 Oxidierte Stärke (oxidativ abgebaute Stärke)
- E 1410 Monostärkephosphat
- E 1412 Distärkephosphat
- E 1413 Phosphatiertes Distärkephosphat
- E 1414 Acetyliertes Distärkephosphat
- E 1420 Acetylierte Stärke
- E 1422 Acetyliertes Distärkeadipat
- E 1440 Hydroxypropylstärke
- E 1442 Hydroxypropyldistärkephosphat
- E 1450 Stärkenatriumoctenylsuccinat (emulgierende Stärke) ist in kalten Flüssigkeiten gut löslich und wird vor allem als Stabilisator für Lebensmittelschäume verwendet
- E 1451 Acetylierte oxidierte Stärke
- E 1452 Stärkealuminiumoctenylsuccinat

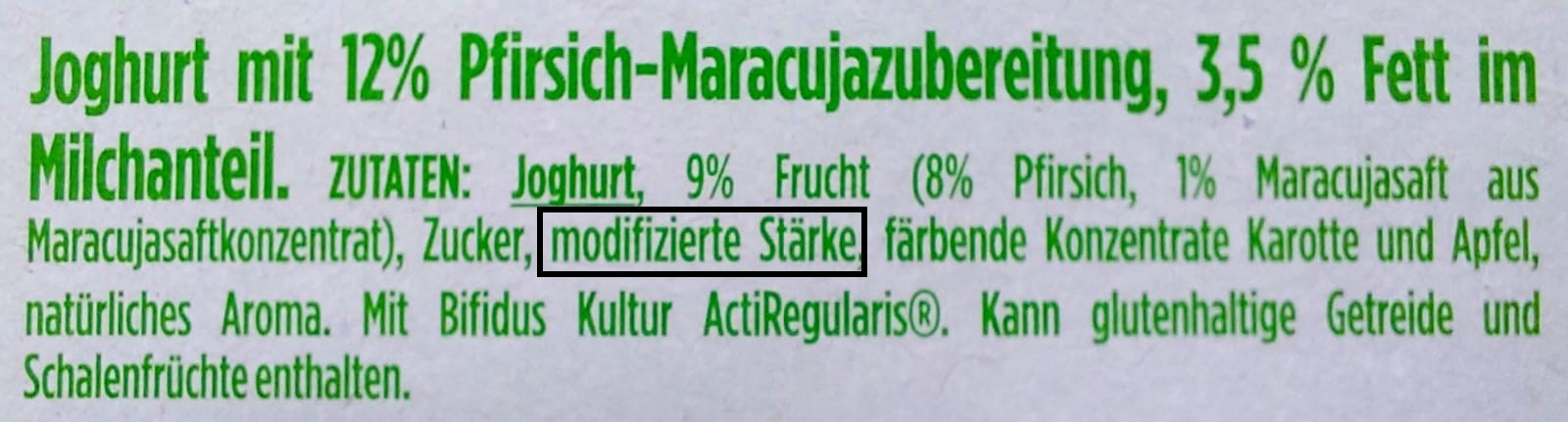
Inhaltsstoffe von Fruchtjoghurt

Modifizierte Stärken dienen dabei als Verdickungsmittel, Stabilisator, Füllstoff oder Emulgator. Sie können außerdem als Trägerstoff für Vitamine, Aromastoffe oder Farbstoffe eingesetzt werden. Sie werden bei der Produktion von Fertigprodukten, Tiefkühlprodukten, Saucen, Dressings, Backwaren und Desserts wie beispielsweise Puddings verwendet.
Bei physikalischer (Hitze, Druck) oder enzymatischer Modifikation – gelten die Stärken als Lebensmittelzutat und haben keine entsprechende E-Nummer.
Die folgenden modifizierten Stärken werden nur außerhalb der EU und der Schweiz verwendet bzw. sind nur dort als Lebensmittelzusatzstoff zugelassen. Daher haben diese keine E-Nummer, sondern werden mit einer INS-Nummer (ohne führendes E) gekennzeichnet: 
- 1400 Dextrin
- 1401 säurebehandelte (modifizierte) Stärke
- 1402 Alkalisch modifizierte Stärke
- 1403 Gebleichte Stärke
- 1405 Enzymatisch modifizierte Stärke
- 1441 Hydroxypropyldistärkeglycerin

## Andere Verwendungen
Modifizierte Stärke wird auch als Plastifizierungsmittel für Beton (Plastiment) verwendet.

## Nachweis
Stärke (allgemein wie auch modifizierte Stärke) wird mittels Iod nachgewiesen. Die Stärke färbt sich dabei blau-schwarz (Iodprobe).